# Antuco

Antuco în Regiunea Biobío

Antuco este un oraș și comună cu 3.908 locuitori (2002) situat în provincia Biobío, regiunea Biobío în Chile. 
A fost fondat la data de 26 octombrie 1979. Suprafața totală este de 1.884,1 km² cu o densitate de 2,07 loc/km².